# Otto Bauer (Forstwissenschaftler)
Otto Bauer (* 26. Februar 1931 in Jauernig) ist ein deutscher Forstmann. Von 1976 bis 1993 war er Leiter der Bayerischen Staatsforstverwaltung.

## Werdegang
Otto Bauer kam als Sohn eines Forstmeisters zur Welt. Sein Vater verwaltete den Waldbesitz des Bistums Breslau in Sudeten-Schlesien. Er besuchte das Gymnasium in Freiwaldau und legte nach Vertreibung 1946 in Nördlingen die Reifeprüfung ab. Von 1949 bis 1953 studierte er Forstwissenschaften in Freiburg und München. Ab 1954 war er Mitarbeiter am Institut für Forstpolitik in München. 
1957 legte er die Große Forstliche Staatsprüfung ab und trat im Anschluss in den Dienst der Oberforstdirektion Bayreuth. 1964 wechselte er als stellvertretender Forstamtsleiter an das Forstamt Lohr-West und unterrichtete zugleich an der Forstschule Lohr. 1966 wurde er Forstamtsleiter in Rothenbuch im Spessart, 1969 Referent bei der Oberforstdirektion Würzburg.
Ab 1971 war er im Bayerischen Staatsministerium für Ernährung, Landwirtschaft und Forsten als Referent für öffentliche Information und Dokumentation tätig. 1974 wurde er Personalreferent im Bereich Forsten. Vom 1. Januar 1976 bis 1993 war er Leiter der Bayerischen Staatsforstverwaltung und später Ministerialdirektor des Landwirtschaftsministeriums.

## Ehrungen
- 1983: Verdienstkreuz am Bande der Bundesrepublik Deutschland
- Bayerischer Verdienstorden
- 1987: Verdienstkreuz 1. Klasse der Bundesrepublik Deutschland